# Arrio
Arrio (en berebere: Aryus; en griego: Ἄρειος; Libia, 250 o 256-Constantinopla, 336) fue un heresiarca, asceta, presbítero y sacerdote en Alejandría, en la iglesia de Baucalis. Fue un presbítero considerado hereje que negaba la naturaleza divina de Jesucristo. Posiblemente tuviera un origen libio.
Sus enseñanzas sobre la naturaleza de Dios, que enfatizan que «el Hijo está subordinado al Padre», y su oposición a lo trinitario, que se había vuelto dominante en la cristiandad, le convirtieron en un asunto primordial durante el Primer Concilio de Nicea, convocado por el emperador Constantino I en el año 325.
Después de que los emperadores Licinio y Constantino legalizaran y formalizaran el cristianismo en el Imperio romano, el emperador Constantino trató de unificar y suprimir la división teológica en el seno de la Iglesia reconocida. La Iglesia cristiana estaba dividida por desacuerdos sobre la cristología o la relación entre Jesús y Dios. Los cristianos homousianos (católicos), entre los que estaba Atanasio de Alejandría, usaron el arrianismo como epíteto para los que estaban en desacuerdo con su doctrina homousiana trinitaria, que describía a Dios y a Cristo como «una misma esencia» (consustancial y coeterna).
Aunque el término «arriano» podría sugerir que Arrio fue el fundador de la doctrina que lleva su nombre, el debate sobre la relación precisa entre el Hijo y el Padre no empezó con él. Este asunto había sido discutido durante décadas antes de su llegada; Arrio simplemente intensificó la controversia y la llevó ante un público más amplio de la Iglesia, donde otros «arrianos» como Eusebio de Nicomedia (no confundir con el contemporáneo Eusebio de Cesarea) demostraron ser mucho más influyentes a largo plazo. De hecho, algunos «arrianos» posteriores repudian ese nombre, alegando no estar familiarizados con ese hombre o con sus enseñanzas específicas. En cualquier caso, como el conflicto entre Arrio y sus enemigos llevó el asunto al primer plano teórico, la doctrina que él proclamaba creer, aunque no es originalmente suya, es etiquetada como suya.

## Sus inicios y su personalidad
Reconstruir la vida y la doctrina de Arrio ha sido una tarea difícil, porque no han quedado escritos originales. El emperador Constantino ordenó su quema cuando Arrio aún vivía, y todo lo que sobrevivió a esta purga fue destruido posteriormente por sus oponentes ortodoxos. Los trabajos que han sobrevivido son los citados en las obras de los hombres de la Iglesia que lo denunciaron como hereje. Casi todos los académicos cuestionan su credibilidad.
Arrio era, probablemente, descendiente de bereberes de la antigua Libia. El nombre de su padre era Ammonius. Se cree que Arrio había sido un discípulo de San Luciano en la escuela exegética de Antioquía. De vuelta a Alejandría, Arrio, de acuerdo con una única fuente, se posicionó con Melecio de Licópolis en su disputa con Pedro de Alejandría sobre la readmisión de aquellos que habían renegado del cristianismo por miedo a la tortura romana, y fue ordenado diácono bajo el auspicio de Melecio. Fue excomulgado por el patriarca Pedro I de Alejandría por su apoyo a Melecio, pero bajo el mandato del sucesor de Pedro, Achillas, Arrio fue readmitido en la comunidad cristiana y en 313 se hizo presbítero del distrito de Baucalis de Alejandría.
Aunque esta característica ha sido muy denostada por sus oponentes, Arrio parece haber sido un hombre con un comportamiento ascético, moral pura y firmes convicciones. Parafraseando a Epifanio de Salamina, un oponente de Arrio, el historiador católico Warren H. Carroll le describe como:

[...] alto y delgado, de aspecto distinguido y finos modales. Las mujeres lo adoraban, encantadas por sus buenas maneras, tocadas por su apariencia de asceta. A los hombres les impresionaba su aura de superioridad intelectual.

Arrio fue acusado también de ser demasiado liberal y de perderse en su teología atractiva y hereje (como la definían sus oponentes). A pesar de esto, algunos historiadores argumentan que Arrio era bastante conservador y deploraba cómo la teología cristiana, desde su punto de vista, se había mezclado libremente con el paganismo griego.

## La controversia arriana
Arrio es conocido sobre todo por la controversia arriana, un gran conflicto teológico del siglo IV que golpeó al mundo cristiano y produjo la convocatoria del primer concilio ecuménico de la Iglesia. Esta controversia se centraba en la naturaleza del Hijo de Dios y su relación precisa con Dios Padre. En el Concilio de Nicea, compitieron muchas fórmulas cristológicas. Después de dicho concilio, los ortodoxos trabajaron para ocultar el desacuerdo, poniendo al arrianismo como desobediente a la «norma». La fórmula de Nicea fue una solución rápida a un debate cristológico que no contaba con ningún acuerdo previo.

### Comienzos
El historiador trinitario Sócrates de Constantinopla (también llamado Sócrates Escolástico) informó que Arrio lanzó la controversia que lleva su nombre cuando el papa Alejandro I de Alejandría, que había sido sucedido por Achillas como obispo de Alejandría, dio un sermón hablando sobre la similitud del Hijo con el Padre. Arrio interpretó que el discurso de Alejandro era una forma de reavivar el sabelianismo, condenándolo, y argumentó posteriormente que: «si el Padre engendró al Hijo, el que fue engendrado tuvo un principio de su existencia: y esto hace evidente que hubo un tiempo en que el Hijo no existía. Por lo tanto, necesariamente, el Hijo se hizo sustancia desde la nada». Esta cita textual describe la esencia de la doctrina de Arrio.
Sócrates de Constantinopla creía que el pensamiento de Arrio estaba influenciado por las enseñanzas de Luciano de Antioquía, un célebre mártir cristiano. En una carta al patriarca Alejandro de Constantinopla, Alejandro de Alejandría escribió que Arrio derivaba su teología de Luciano. El propósito expresado de la carta de Alejandro fue quejarse de las doctrinas que Arrio estaba difundiendo, pero su cargo de herejía contra Arrio era vago y no estaba apoyado por otras autoridades.
Además, el lenguaje de Alejandro, como el de la mayoría de los polemistas de aquel entonces, es bastante amargo y abusivo. Alejandro nunca acusó a Luciano de enseñar el arrianismo; más bien acusaba a Luciano de mentalidad ad invidiam de tendencias heréticas que, al parecer, trasladó a su discípulo Arrio. El historiador ruso Alexander Visiliev se refiere a Luciano como «el Arrio antes de Arrio».

### Orígenes y Arrio
Como muchos de los eruditos cristianos del siglo III, Arrio fue influenciado por los escritos de Orígenes, muy difundidos en la primera teología cristiana. Además, aunque él esbozaba un apoyo de las teorías de Orígenes sobre el Logos, ambos autores no estaban de acuerdo en todo. Arrio argumentaba claramente que el Logos tenía un comienzo y que el Hijo (Jesús es el Logos hecho carne, aunque a veces ha sido traducido como el «Verbo»), por lo tanto, no era eterno, y el Hijo estaba claramente subordinado al Padre, que fue el Creador del Orden. Esta idea se resume en la frase «hubo un tiempo en que el Hijo no estaba». En contraste con esto, Orígenes pensaba que el Hijo estaba sujeto al Padre, y algunos escritos de Orígenes parecen implicar que el Hijo estaba subordinado y era menos que el Padre en determinadas cosas. No obstante, Orígenes creía que la relación entre el Hijo y el Padre no tenía principio, y el Hijo había sido «generado eterno».
Arrio objetó la doctrina de Orígenes, quejándose de ella en su carta a Eusebio de Nicomedia, que también era discípulo de Luciano. A pesar de esto, aunque discrepaba con Orígenes en ese punto, Arrio encontró iluminación en sus escritos, los cuales usan expresiones que favorecen la tesis de Arrio de que el Logos era de una sustancia diferente a la del Padre, y que debía su existencia al deseo de su Padre. Como las especulaciones teológicas de Orígenes eran usadas para discusiones enconadas en lugar de para poner fin a disputas, tanto Arrio como sus oponentes podían invocar a Orígenes, que era una autoridad reverenciada, durante sus debates.
Arrio compartía la supremacía y la singularidad de Dios Padre, que significa que el Padre en sí mismo es infinito y todopoderoso, y que por lo tanto la divinidad del Padre debe de ser mayor que la del Hijo. Arrio pensaba que el Hijo tenía un comienzo, al contrario que Orígenes, que creía que el Hijo era menor que el Padre solo en su poder, pero no en el tiempo. Arrio mantuvo que el Hijo no poseía la eternidad ni la verdad divina del Padre, sino que era «Dios» solo bajo el permiso de su Padre y con sus poderes, y que el Logos era la producción primaria y más perfecta de Dios.

### Respuestas iniciales
El obispo de Alejandría exilió al presbítero tras un consejo de sacerdotes locales. Los partidarios de Arrio protestaron vehementemente. Numerosos obispos y líderes cristianos de la época apoyaban su causa, entre los cuales estaba Eusebio de Nicomedia.

## Primer Concilio de Nicea

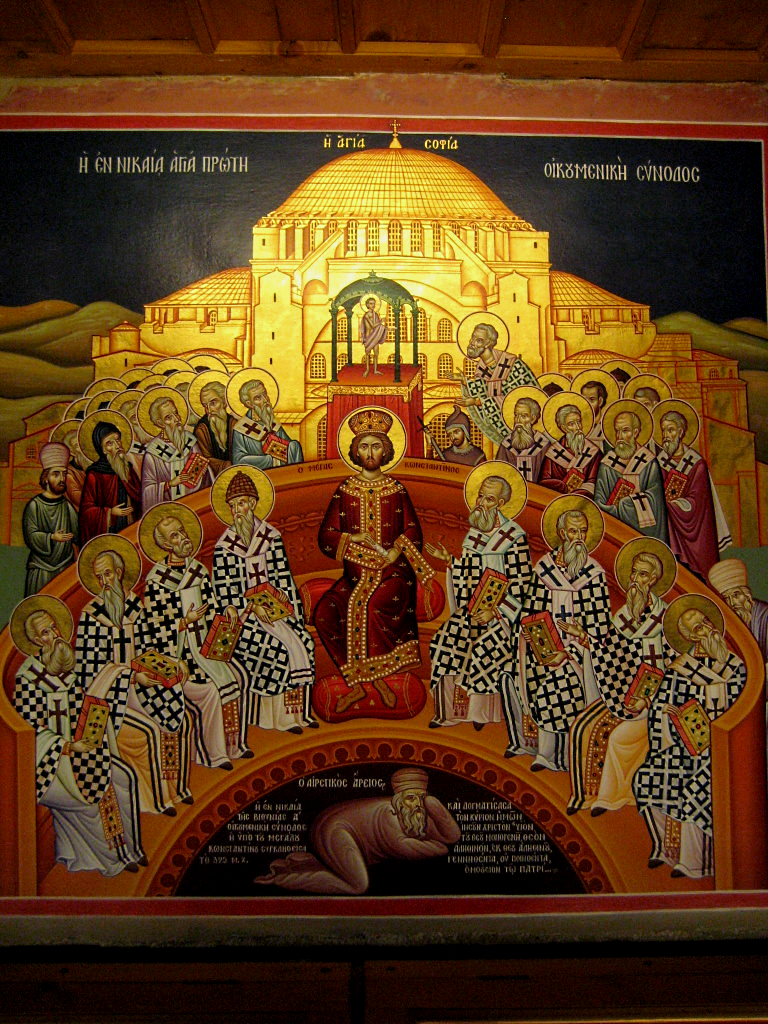
El Primer Concilio de Nicea, con Arrio dibujado a los pies del emperador Constantino y de los obispos.

El debate cristológico podría no haberse alargado de no ser por la diócesis de Alejandría. Cuando el obispo Alejandro actuó contra Arrio, la doctrina de Arrio se había difundido más allá de su propia diócesis y se había convertido en un asunto de discusión para la cristiandad. La iglesia no era poderosa en el mundo romano. Los emperadores Licinio y Constantino I la habían legalizado en el año 313 a través del edicto de Milán. El emperador Constantino había tenido cierto interés personal en algunos asuntos ecuménicos, incluyendo la controversia donatista en 316, y quiso poner fin a las disputas cristológicas. Para ponerles fin, el emperador envió a Osio (Hosius), obispo de Córdoba, a investigar y, si fuera posible, a resolver la controversia. Osius iba con una carta abierta del emperador: «Sea donde sea, que cada uno de ustedes, mostrando consideración, escuche la exhortación imparcial de este siervo y compañero». Como el debate continuaba a pesar de los esfuerzos de Osio, en el año 325 Constantino tomó una decisión sin precedentes: convocar un concilio ecuménico compuesto por prelados de la iglesia de todos los territorios del Imperio para resolver esta cuestión, posiblemente por recomendación de Osio.
Todas las diócesis del Imperio enviaron uno o más representantes al consejo, exceptuando la Bretaña romana. La mayoría de los obispos vinieron del este. El papa Silvestre I, que era demasiado viejo, mandó a dos sacerdotes como sus delegados. Arrio acudió al concilio, al igual que el obispo de su diócesis, Alejandro. También estuvieron Eusebio de Cesarea, Eusebio de Nicomedia y el joven diácono Atanasio, que podría haberse convertido en el campeón del dogma trinitario adoptado en última instancia por el concilio y que pasó la mayor parte de su vida luchando contra el arrianismo. Antes del principal cónclave convocado, Osio empezó por conocer a Alejandro y a su partidario en Nicomedia. El emperador participó en algunos de los debates y Osio, que era el prelado más influyente, fue el encargado de presidirlo.
A este concilio acudieron a apoyar a Arrio 22 obispos, liderados por Eusebio de Nicomedia. Pero cuando los escritos de Arrio fueron leídos en voz alta, él fue denunciado como blasfemo por la mayoría de los participantes. Aquellos que mantenían la noción de que Cristo era coeterno y consustancial con el Padre, estaban liderados por Alejandro de Alejandría. Atanasio no tenía permitido sentarse en el concilio porque era solamente archidiácono. No obstante, Atanasio hizo trabajo de campo y concluyó (como el obispo Alejandro expresó en la defensa trinitaria atanasiana) que el Hijo tenía la misma esencia (homousiana) que el Padre, y que había sido generado eterno desde la esencia del Padre. Aquellos que insistían en que el Hijo de Dios vino después de Dios Padre en tiempo y en sustancia, estaban liderados por el presbítero Arrio. Durante unos dos meses, los dos bandos argumentaron y debatieron, usando citas de las sagradas escrituras para justificar sus posiciones respectivas.
Arrio defendió la supremacía de Dios Padre y mantuvo que el Hijo de Dios era una Creación, hecha de la nada; y que esa fue la Producción Primera de Dios (la cosa primaria que Dios realmente ha hecho en toda su existencia eterna hasta ese momento), antes de todas las eras. Él insistió en que solo Dios Padre carece de principio, y que solo el Padre era infinito y eterno. Arrio mantenía que el Hijo tenía un principio. Él defendía que todo lo demás fue creado a través del Hijo. De modo que, decía Arrio, solo el Hijo es una creación directa y comenzada por Dios; y que además, hubo un tiempo en el que él no existía.
Dios era capaz de hacer su propia voluntad, decía Arrio, y, por lo tanto, «si Él quiere verdaderamente un hijo, Él debe haber llegado después del Padre, por tanto, hubo un tiempo en que Él no era, y por lo tanto era un ser finito». Arrio apeló a las Sagradas Escrituras, citando versículos como el Evangelio de Juan 14:28, donde Jesús dijo: «el Padre es mayor que yo», y de la Carta (o espístola) a los Colosenses 1:15; donde el apóstol Pablo escribió que Jesús es el «primogénito de toda la creación» (lo que Arrio interpretó como que Jesús fue el primer ser creado), por lo que Arrio insistió en que la Divinidad del Padre era mayor que la del Hijo, y que el Hijo estaba bajo el Dios Padre y no era igual y eterno como Él.
De acuerdo con algunas versiones de la hagiografía de san Nicolás de Bari, el debate del concilio fue tan apasionado que Nicolás abofeteó a Arrio mientras hablaba, en tanto que otros se retiraban ofendidos tapándose las orejas. La mayoría de los obispos estuvieron finalmente de acuerdo en un credo, conocido posteriormente como el credo de Nicea. Este incluía la palabra «homousiano», que significa «consustancial», o «uno en esencia», lo que es incompatible con las creencias de Arrio.
El 19 de junio de 325, el concilio y el emperador crean una circular para todas las iglesias de Alejandría y los alrededores: Arrio y dos de sus partidarios inflexibles (Theonas y Secundus) fueron depuestos y exiliados a la provincia de Ilírico, mientras que otros tres que lo apoyaron (Theognis de Nicea, Eusebio de Nicomedia y Maris de Calcedonia) firmaron ese credo solo por deferencia hacia el emperador. Posteriormente, el emperador legisló y denunció las enseñanzas de Arrio con fervor.

Además, si se encuentra algún escrito sobre Arrio, podría ser arrojado al fuego, por lo que no solo se borra la maldad de su enseñanza, sino que no quedará nada para recordarlo. Y por esto hago una orden pública, de que si se descubriese que alguien esconde un escrito redactado por Arrio, y no lo lleva inmediatamente a su destrucción por fuego, la pena será la muerte. Tan pronto como se descubra su ofensa, él podría ser sometido a castigo capital [...]
Edicto del emperador Constantino contra los arrianos.

## Exilio, regreso y muerte
El partido homousiano que ganó en el Concilio de Nicea duró poco. A pesar del exilio de Arrio y la finalidad alegada por los decretos del concilio, la controversia arriana comenzó de nuevo. Cuando el obispo Alejandro murió en el año 327, Atanasio le sucedió a pesar de no tener la edad requerida para un jerarca. Aún comprometido a pacificar el conflicto entre arrianos y trinitarios, Constantino se volvió poco a poco más indulgente con los que se habían exiliado a causa del Concilio de Nicea.
Aunque él nunca repudió al concilio o a sus decretos, el emperador permitió finalmente a Arrio (que se había refugiado en Palestina) y a otros de sus seguidores regresar a sus hogares, una vez que Arrio había reformulado su cristología para omitir las ideas que eran más objetadas por sus críticos. Aun así, Constantino acabó promulgando un edicto en 333 donde mandaba llamar porfirianos a los arrianos como fórmula de difamación y ordenaba la quema de sus escritos. Para ello, amenazó con la pena de muerte a quienes ocultaran algún libro de Arrio y no lo entregaran al fuego.
Como resultado de los sínodos de Tiro (335) y Jerusalén (336), el emperador terminó desterrando esta vez al obispo antiarriano Atanasio de Alejandría (aunque posteriormente se le dejó volver), el cual fue acusado de usar los envíos de grano que salían de Egipto hacia Constantinopla como chantaje para resolver una discusión sobre teología especulativa. El sínodo de Jerusalén devolvió la comunión a Arrio.
El emperador ordenó a Alejandro de Constantinopla que recibiese a Arrio a pesar de las objeciones del obispo; el obispo Alejandro respondió diciendo que rezaba porque Arrio pereciese antes de que eso ocurriera.
Sócrates Escolástico (un detractor de Arrio), quien nació 45 años después de la muerte de Arrio, describe la muerte de Arrio de un modo legendario y fabuloso, de la siguiente forma:

Era sábado, y Arrio estaba esperando la asamblea con la iglesia al día siguiente: pero la retribución divina llegó a sus atrevidos crímenes. Al salir del palacio imperial, al que asistieron una multitud de partidarios de Eusebio como guardias, desfiló por orgullo por mitad de la ciudad, lo que atrajo la atención de todas las personas. Al acercarse al lugar llamado Foro de Constantino, donde se erigió la columna de pórfido, un terror que surgía de los remordimientos de conciencia se apoderó de Arrio, y con el terror vino una relajación violenta de sus entrañas; él, por tanto, se preguntó si había un lugar adecuado cerca, y se dirigió a la parte trasera del Foro de Constantino, apresurándose hacia allá. Poco después, un desmayo se apoderó de él, y junto con las evacuaciones sus entrañas sobresalían, lo que fue seguido de una hemorragia abundante, y del descenso de los intestinos pequeños: trozos del bazo y del hígado salieron con efusión de sangre, por lo que murió casi inmediatamente. El escenario de esta catástrofe todavía se muestra en Constantinopla, como he dicho, detrás de las ruinas, en la columnata, y las personas señalan con el dedo el lugar, hay un recuerdo perpetuo conservado de este tipo de muerte.
Sócrates Escolástico.

Muchos cristianos postniceos dijeron que la muerte de Arrio fue la consecuencia milagrosa de sus opiniones heréticas. No obstante, algunos escritores recientes han especulado que Arrio podría haber sido envenenado por sus oponentes. Incluso con la desaparición de este hombre, la controversia arriana estaba lejos de terminar, y no pudo ser resuelta durante décadas o siglos en algunas partes de Occidente.

## Arrianismo después de Arrio

### Posterioridad inmediata
Los historiadores han señalado que Constantino I, que nunca fue bautizado como cristiano a lo largo de su vida, fue bautizado en su lecho de muerte por el obispo arriano Eusebio de Nicomedia.
Constancio II, que lo sucedió, simpatizaba con el arrianismo. Tras el esfuerzo abortado de Juliano el Apóstata para restaurar el paganismo en el Imperio, el emperador Valente, que era arriano, reanudó la persecución de los jerarcas nicénicos. No obstante, el sucesor de Valente, Teodosio I, suprimió el arrianismo en todas las élites del Imperio romano de Oriente mediante la combinación de un decreto imperial, una persecución y la convocatoria de un segundo concilio ecuménico en 381, que condenó a Arrio y afirmó y renovó el credo de Nicea. Esto, en general, terminó con la influencia del arrianismo en los pueblos no germánicos del Imperio romano.

### Arrianismo en Occidente

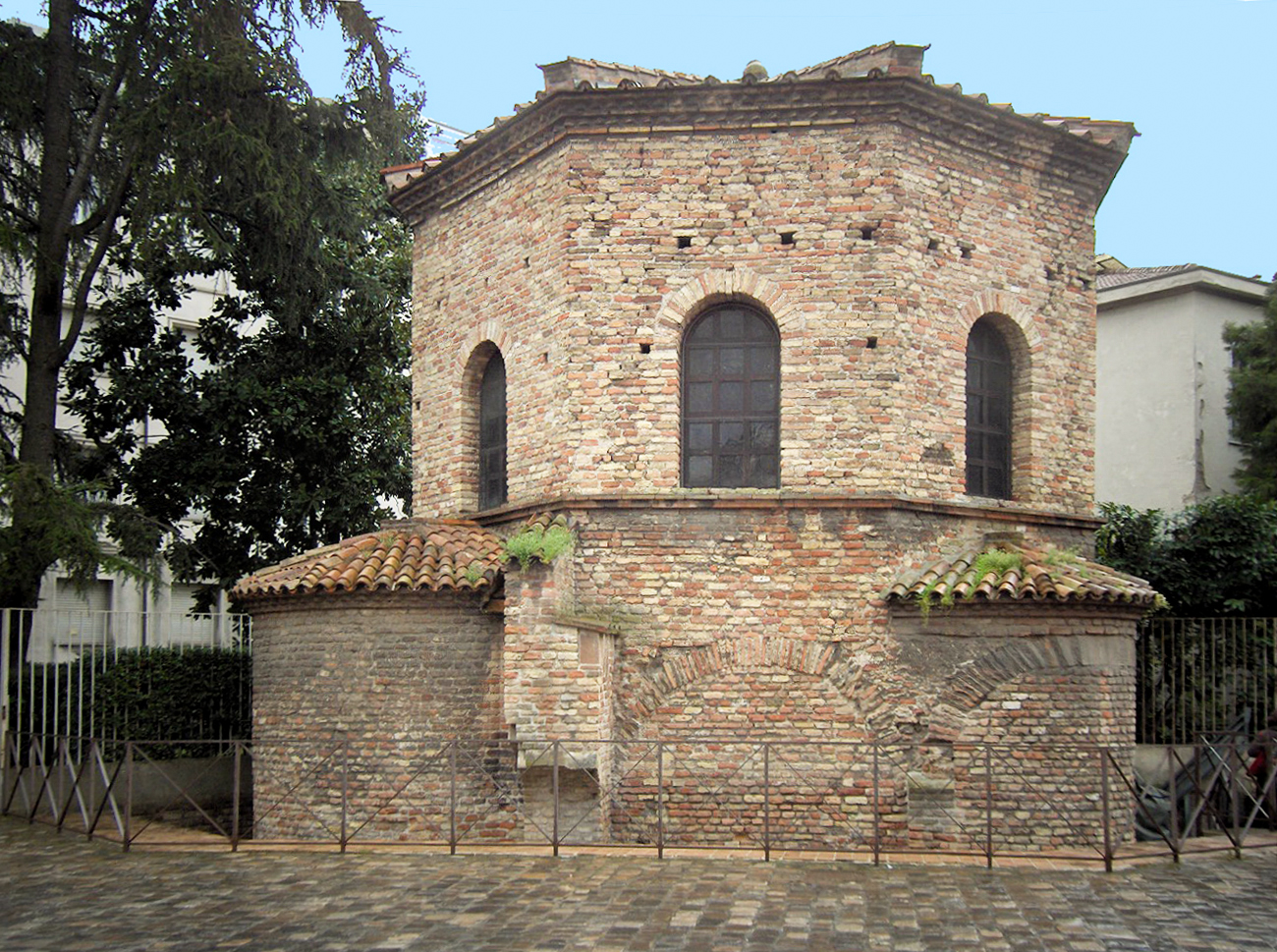
Baptisterio arriano erigido por el rey ostrogodo Teodorico el Grande en Rávena, Italia, del.

Las cosas fueron de forma diferente en el Imperio de Occidente. Durante el reinado de Constantino II, el godo arriano converso Ulfilas fue consagrado como obispo por Eusebio de Nicomedia y enviado como misionero para convertir a su pueblo. Su éxito aseguró la supervivencia del arrianismo entre los godos y los vándalos hasta los comienzos del siglo VIII, cuando estos reinos sucumbieron a sus vecinos niceos o aceptaron la cristiandad nicea. Los arrianos también continuaron existiendo en el norte de África, España y en algunas zonas de Italia, hasta que fueron suprimidos finalmente durante los siglos VI y VII.
En el siglo XII, Pedro el Venerable consideraba a Mahoma como «el sucesor de Arrio y el precursor del Anti-Cristo».
Durante la reforma protestante, una secta polaca conocida como Bracia Polscy tomaba como referencia habitual a los arrianos, debido a su rechazo de la Trinidad.

### Arrianismo en la actualidad
Una iglesia inglesa moderna, llamada Sagrada y Apostólica Iglesia del Catolicismo Arriano (The Holy Catholic and Apostolic Church of Arian Catholicism), dice seguir las enseñanzas de Arrio y lo canonizó el 16 de junio de 2006. Su doctrina dice que solo el Padre es el Dios absoluto, y que Jesús tuvo un comienzo, en la carne, y que está subordinado al Padre. Enseñan también que Jesucristo era el mesías redentor sin pecado, aunque no aceptan el nacimiento virginal de Jesús, la resurrección del cuerpo de Jesucristo, la divinidad o la adoración de Jesús ni la infalibilidad de Jesús, lo que los sitúa en una posición opuesta al propio Arrio, que sí aceptaba todo eso, con excepción del nivel de divinidad de Cristo. Las enseñanzas de esa iglesia arriana están más alineadas con el socinianismo que con el auténtico arrianismo. 
Aunque, según el propio Arrio, Cristo existía antes de María, esa iglesia arriana cree que no. Dicha iglesia cree que Jesús era el hijo natural de José y María y que el Espíritu Santo supervisó la concepción, y también enseñan que la resurrección de Cristo no fue en la carne, sino que fue espiritual. De hecho, su credo «católico arriano» es una creación moderna, no una fe antigua.
Los Testigos de Jehová son llamados a veces «arrianos modernos» o «semiarrianos», normalmente por sus oponentes. Aunque en realidad esta designación no es correcta, ya que si bien hay algunas similitudes significativas en su teología y su doctrina, los Testigos de Jehová difieren de Arrio en muchas cosas, como, por ejemplo, en su entendimiento de que el Hijo puede conocer perfectamente al Padre («Jehová» según Sal. 83:18; 100:3) y en que Jesús imita las cualidades del Padre a la perfección, como lo indican las palabras de Jesús en Juan 8:28 y Mateo 11:23 (algo que Arrio negaba), y por su entendimiento de que el Espíritu Santo no es una persona. Arrio consideraba que el Espíritu Santo era una «fuerza activa» de Dios, o una «energía», que no tenía comienzo, y que no era una persona divina adicional al Padre y el Hijo. Los arrianos originales también rezan directamente a Jesús, mientras que los Testigos de Jehová oran a Dios (Jehová), en el nombre de Jesús y reconocen que Jesús es el único mediador y salvador del mundo y creen en las palabras de Jesús: «Yo soy el camino y la verdad y la vida. Nadie viene al Padre sino por mí» (Juan 14:6).
Los miembros de la Iglesia de Jesucristo de los Santos de los Últimos Días (mormones) han sido acusados a veces de ser arrianos por sus detractores. No obstante, su cristología difiere en varios aspectos de la teología arriana.

## Doctrinas de Arrio
Para explicar sus acciones contra Arrio, Alejandro de Alejandría escribió una carta a Alejandro de Constantinopla y a Eusebio de Nicomedia (donde el emperador residía entonces), detallando los errores en los que creía que había caído Arrio. De acuerdo con Alejandro, Arrio creía lo siguiente:

Que Dios no había sido siempre el Padre, sino que hubo un periodo en el que no era el Padre; que la Palabra de Dios no era eterna, pero que fue hecha de la nada; para que el Dios que siempre ha existido (El Que Es-El Eterno) le hizo cuando no existía previamente, desde la nada; por lo tanto hubo un tiempo en el que él no existía, por lo que el Hijo era una creación y una obra. No es como el padre, en lo que respecta a su esencia, no lo es por naturaleza ni por Divinidad, aunque sea la verdadera Palabra del Padre, sino que es una de sus obras y sus criaturas, siendo erróneamente llamado Palabra y Divinidad, por ser la propia Palabra de Dios y de la Divinidad que está en Dios, porque Dios hizo todas las cosas y le hizo a él también. Por lo tanto, tenía naturaleza mutable y susceptible de cambio, como todas las criaturas racionales: por lo tanto, la Palabra es ajena y no es la esencia de Dios; y el Padre es inexplicable a través del Hijo, e invisible para él, porque la Palabra tampoco conoce perfectamente al Padre, y no puede verlo claramente. El Hijo no conocía la naturaleza de su propia esencia, porque él se hizo como nosotros, en la medida en que Dios nos hizo como él, como un instrumento; ni tampoco podríamos haber existido a menos que Dios hubiera querido crearnos.
Sócrates Escolástico (trinitario).

Alejandro también se refirió al poema de Arrio llamado Talía:

Dios no fue siempre Padre; hubo un momento en que estuvo solo, y no era todavía Padre: luego pasó a serlo. El Hijo no es eterno; él vino de la nada.
Alejandro (trinitario).

### El Logos
Esta cuestión de la relación exacta entre el Padre y el Hijo (una parte de la disciplina teológica llamada cristología) se había tratado durante unos cincuenta años antes de Arrio, cuando Pablo de Samosata fue depuesto en el año 269 por aquellos que usaban el término homousianos (la palabra griega para definir a los partidarios de la «misma sustancia») para descubrir la relación entre el Padre y el Hijo. En esa época se creyó que ese término tenía tendencias sabelianas, aunque, como los eventos posteriores mostraron, el ámbito de aplicación de este término no había sido definido satisfactoriamente. En las argumentaciones del que sucedió al depuesto Pablo, Dionisio de Alejandría, el obispo de Alejandría, utilizaba buena parte del lenguaje que Arrio usó más tarde, y existe correspondencia en la cual el papa Dionisio le culpa de emplear esa terminología. Dionisio respondió con una explicación interpretada generalmente como vacilante. El sínodo de Antioquía, que condenó a Pablo de Samosata, expresó su desaprobación de la palabra «homousiano» en un sentido, mientras que el obispo Alejandro emprendió su defensa en otro. Aunque la controversia parecía estar dirigida a las opiniones sostenidas posteriormente por Arrio, no se tomó ninguna decisión firme sobre ese asunto; en una atmósfera tan intelectual como la alejandrina, el debate parecía destinado a resurgir, e incluso a intensificarse, en algún momento en el futuro.
Arrio avaló las siguientes doctrinas sobre el Hijo o la Palabra (Logos, para referirse a Jesús; véase el Evangelio de Juan 1:1):
- Que la Palabra (Logos) y el Padre no eran la misma esencia (ousia).
- Que el Hijo fue creado siendo (ktisma o poiema).
- Que el mundo se creó a través de Dios, de modo que él debería haber existido antes del mundo y antes de todos los tiempos.
- Por lo tanto, hubo «un tiempo» (Arrio usó las palabras chronos o aion) en el que el Hijo no existía, antes de haber empezado del Padre.

### Talía
Se conocen fragmentos de su obra Talía (que significa abundancia) por las citas hechas por su principal adversario, Atanasio de Alejandría:

Las lindezas aborrecibles y llenas de impiedad que resuenan en la Talia, de Arrio, son de este tipo: Dios no fue Padre desde siempre, sino que hubo un tiempo en que Dios estaba solo y todavía no era Padre; más adelante llegó a ser Padre. El Hijo no existía desde siempre, pues todas las cosas han sido hechas de la nada, y todo ha sido creado y hecho: el mismo Verbo de Dios ha sido hecho de la nada y había un tiempo en que no existía. No existía antes de que fuera hecho, y él mismo tuvo comienzo en su creación. Porque, según Arrio, solo existía Dios, y no existían todavía ni el Verbo ni la Sabiduría. Luego, cuando quiso crearnos a nosotros, hizo entonces a alguien a quien llamó Verbo, Sabiduría e Hijo, a fin de crearnos a nosotros por medio de él. Y dice que existen dos sabidurías: una la cualidad propia de Dios, y la otra el Hijo, que fue hecha por aquella sabiduría, y que solo en cuanto que participa de ella se llama Sabiduría y Verbo. Según él, la Sabiduría existe por la sabiduría, por voluntad del Dios sabio. Asimismo dice que en Dios se da otro Logos fuera del Hijo, y que por participar de él el Hijo se llama él mismo Verbo e Hijo por gracia. Es opción particular de esta herejía, manifestada en otros de sus escritos, que existen muchas virtudes, de las cuales una es por naturaleza propia de Dios y eterna; pero Cristo no es la verdadera virtud de Dios, sino que él es también una de las llamadas virtudes,entre las que se cuentan la langosta y la oruga, aunque no es una simple virtud, sino que se la llama grande. Pero hay otras muchas semejantes al Hijo, y David se refirió a ellas en el salmo llamándole «Señor de las virtudes» (Salmos, 23:10). El mismo Verbo es por naturaleza, como todas las cosas, mudable, y por su propia voluntad permanece bueno mientras quiere: pero cuando quiere, puede mudar su elección. lo mismo que nosotros, pues es de naturaleza mudable. Precisamente por eso, según Arrio, previendo Dios que iba a permanecer en el bien, le dio de antemano aquella gloria que luego había de conseguir siendo hombre por su virtud. De esta suerte Dios hizo al Verbo en un momento dado tal como correspondía a sus obras, que Dios había previsto de antemano. Asimismo se atrevió a decir que el Verbo no es Dios verdadero, pues aunque se le llame Dios, no lo es en sentido propio, sino por participación, como todos los demás [...] Todas las cosas son extrañas y desemejantes a Dios por naturaleza, y así también el Verbo es extraño y desemejante en todo con respecto a la esencia y a las propiedades del Padre, pues pertenece a las cosas engendradas, siendo una de ellas.
Atanasio, Discursos contra arrianos I, 5-6